# Ngụy (chính trị)
Ngụy là một từ gốc Hán trong tiếng Việt có nhiều nghĩa tùy thuộc vào chữ Hán Nôm gốc, văn cảnh và từ ghép với nó. Nghĩa thường dùng là để chỉ sự vật, sự việc mang tính giả tạo, như trong từ ngụy trang, ngụy tạo. Trong lịch sử, từ "ngụy" được dùng để chỉ một chính phủ được lập ra một cách bất hợp pháp, không chính thống, không được người dân công nhận, như là trong từ ngụy triều, ngụy binh, ngụy quân, ngụy quyền...
Tại Việt Nam, có hai từ ngụy đồng âm khác nghĩa (viết chữ Quốc ngữ thì giống nhau, viết chữ Hán Nôm là khác nhau), thường được sử dụng trong văn hoá, giao tiếp và văn học của người Việt.
- Một từ ngụy (偽) là tính từ, có ý nghĩa là "sự giả tạo", ví dụ như "ngụy tạo, ngụy biện, ngụy trang, ngụy quân tử, ngụy quyền". Trong chính trị, từ này được dùng để chỉ một triều đại hoặc chính quyền do soán đoạt mà có, hoặc do quân xâm lược nước ngoài dựng lên để hợp thức hóa sự xâm lược, đô hộ một nước khác. Về bản chất, chính quyền này không có thực quyền, chỉ là hữu danh vô thực[1], chính quyền này bị quân xâm lược nước ngoài khống chế, mang tính chất bất hợp pháp và không chính danh[2] Trong lịch sử các nước Đông Á như Trung Quốc, Triều Tiên, Nhật Bản và Việt Nam, từ "ngụy triều", "ngụy quyền" được sử dụng nhiều trong các văn bản lịch sử. Ở phương Tây có những cách gọi tương tự là chính quyền tay sai, chính phủ bù nhìn, chế độ tay sai, hay nhà nước con rối ("Puppet State, Puppet Regime"). Theo Từ điển bách khoa quân sự Việt Nam (năm 2007) thì: "Ngụy quyền là chính quyền bản xứ do thế lực nước ngoài dựng lên, nuôi dưỡng, sử dụng làm công cụ xâm lược, nô dịch của họ. Ở Việt Nam, chính quyền Bảo Đại (1949-1954) và chính quyền Sài Gòn (1954-1975) đều là ngụy quyền (do Pháp và Mỹ dựng lên)"[3].
- Một từ Ngụy khác (魏) là danh từ dùng để chỉ địa danh, tên gọi tại Trung Quốc, ví dụ: nước Ngụy thời Chiến Quốc bên Trung Quốc, nhà Ngụy thời Tam Quốc bên Trung Quốc, hay họ Ngụy tại Đông Á, trong đó có Việt Nam. Vì là danh từ riêng, từ này hay được viết hoa chữ N.

## Việc sử dụng từngụytrong lịch sử các nước

### Trung Quốc
Nước Ngụy (魏) là danh từ chỉ tên của một số triều đại hoặc nước cát cứ trong lịch sử Trung Quốc. Các chính quyền hoặc quốc gia sau trong lịch sử Trung Quốc có tên là "Ngụy":
- - Ngụy (Xuân Thu), một nước chư hầu đầu thời Tây Chu
  - Nước Ngụy, một trong bảy nước mạnh thời Chiến Quốc
  - Nước Tào Ngụy thời Tam Quốc
  - Chính quyền Nhiễm Ngụy thời Thập Lục Quốc của Nhiễm Mẫn
  - Chính quyền Trạch Ngụy thời Thập Lục Quốc của Trạch Liêu
  - Triều đại Bắc Ngụy thời Nam Bắc Triều
  - Triều đại Tây Ngụy thời Nam Bắc Triều
  - Triều đại Đông Ngụy thời Nam Bắc Triều
- Huyện Ngụy ở phía nam tỉnh Hà Bắc (Trung Quốc)
- Họ Ngụy tại Đông Á.

Có một số triều đại và nhân vật thì được sử sách Trung Quốc gọi là "ngụy" (偽 – nghĩa khác từ "ngụy" ở trên). Từ "ngụy" này là tính từ, chỉ sự giả tạo, bất hợp pháp, không được thừa nhận. Ví dụ như triều đình "ngụy Sở" (1127-1128) của Trương Bang Xương, triều đình "ngụy Tề" (1130–1137) của Lưu Dự do nhà Kim lập ra. Các triều đình này chỉ là bù nhìn, được nhà Kim lập ra nhằm hợp thức hóa sự xâm lược Trung Quốc.
Trong Chiến tranh Trung–Nhật, Trung Quốc bị Nhật Bản xâm chiếm. Chính phủ Quốc dân Trung Hoa Dân Quốc của Uông Tinh Vệ và Chính phủ Mãn Châu quốc của Phổ Nghi, bị cả Đảng Cộng sản và Quốc Dân Đảng gọi là "ngụy quyền", "ngụy quân", "ngụy Mãn Châu quốc" hoặc "chính phủ ngụy" do các chính phủ này được Đế quốc Nhật Bản lập ra nhằm hợp thức hóa sự xâm lược Trung Quốc. Thuật ngữ này cũng được sử dụng trên các kênh truyền thông, sách báo, phim ảnh của Trung Quốc và Đài Loan (của Quốc Dân Đảng) cho tới nay.

### Hàn Quốc và Triều Tiên
Bán đảo Triều Tiên từng bị Đế quốc Nhật Bản xâm lược và đô hộ (giai đoạn 1895-1945). Hàng trăm nghìn người Triều Tiên đã cộng tác với thực dân Nhật để đàn áp những đồng bào đấu tranh đòi độc lập. Ngày nay, sử sách Triều Tiên và Hàn Quốc gọi những người Triều Tiên cộng tác với quân Nhật là "ngụy quân". Sau khi giành được độc lập, CHDCND Triều Tiên đã bắt giam hoặc xử bắn hàng loạt những người hợp tác với Nhật với tội danh phản quốc. Tại Hàn Quốc thì luật pháp có hẳn một quy định về đối tượng này, Trung tâm Sự thật và Công lý Lịch sử (CHTJ) đã lập ra cả một danh sách 4.389 người từng cộng tác với Nhật để xét lý lịch với con cháu của họ, năm 2019 Tổng thống Hàn Quốc Moon Jae-in nói rằng: "xóa sạch những dấu tích của việc cộng tác với Nhật Bản là điều nên được thực hiện từ lâu".

### Việt Nam
Lịch sử Việt Nam cũng có nét tương đồng với lịch sử Trung Quốc trong việc sử dụng từ ngụy. Sử gia Trần Trọng Kim giải thích sự tương đồng này như sau: "Những người làm quốc sử nước Tàu và nước ta thường chia những nhà làm vua ra chính thống và ngụy triều. Nhà nào, một là đánh giặc mở nước, sáng tạo ra cơ nghiệp, hai là được kế truyền phân minh, thần dân đều phục, ba là dẹp loạn yên dân, dựng nghiệp ở đất Trung Nguyên, thì cho là chính thống. Nhà nào, một là làm bề tôi mà cướp ngôi vua, làm sự thoán đoạt không thành; hai là xưng đế, xưng vương ở chỗ rừng núi, hay là ở đất biên địa; ba là những người ngoại chủng vào chiếm nước làm vua, thì cho là ngụy triều."

#### Thời phong kiến
Khi nhà Minh chiếm đóng Việt Nam, một số quan lại người Việt ra cộng tác với quân Minh. Những quan lại này bị nhà Hậu Trần và các triều đại sau gọi là "ngụy quan".
Nhà Mạc bị các sử gia nhà Lê trung hưng gọi là "ngụy Mạc" vì đã soán ngôi vua Lê.
Trong suốt thời gian chiến tranh và sau khi đánh bại nhà Tây Sơn, Nguyễn Ánh và sau này là nhà Nguyễn thường hay dùng từ ngụy khi nhắc tới Tây Sơn. Những từ ghép có thể là "ngụy Tây Sơn", "ngụy Tây","ngụy triều", "ngụy Huệ", "ngụy Nhạc. Việc gọi tên này phổ biến trong suốt thời gian nhà Nguyễn còn mạnh, khi hầu hết các văn sử chính thống của triều đình đều dùng các từ trên mỗi khi nhắc đến nhà Tây Sơn, đơn cử là cuốn Ngụy Tây liệt truyện của Quốc sử quán triều Nguyễn. Về sau, sử gia Trần Trọng Kim trong Việt Nam sử lược khi viết về Tây Sơn tỏ ra không đồng ý với cách gọi này. Theo ông, nhà Tây Sơn tuy đã lật đổ chúa Nguyễn nhưng triều đại này vẫn do người Việt cai trị, không phải do ngoại bang lập ra và có công lớn chống ngoại xâm, nên không thể gọi là ngụy. Ông viết: "... lấy công lý mà suy thì vua Quang Trung – Nguyễn Huệ là một ông vua cùng đứng ngang vai với vua Đinh Tiên Hoàng, vua Lê Thái Tổ, mà nhà Nguyễn Tây Sơn cũng là một nhà chính thống như nhà Đinh và nhà Lê vậy.
Khi xâm lược Việt Nam, các triều đại Trung Quốc thường sử dụng các lực lượng bản địa để tạo cớ tấn công, ví dụ như nhà Nguyên dùng chiêu bài "giúp Trần Ích Tắc làm vua", nhà Minh lấy danh nghĩa "phù Trần diệt Hồ", nhà Thanh thì "giúp Lê Chiêu Thống khôi phục cơ nghiệp nhà Lê và chống giặc Tây Sơn"... Việc sử dụng chế độ bù nhìn bản xứ luôn được các thế lực xâm lược lặp lại với những hình thức khác nhau, nhưng bản chất thì vẫn vậy.

#### Thời Pháp thuộc
Sau khi quân đội viễn chinh Pháp xâm lược và áp đặt chế độ thuộc địa ở Đông Dương (trong đó có Việt Nam), Chính phủ Pháp đã dùng chính sách "chia để trị" và chia cắt Việt Nam ra làm 3 xứ riêng lẻ là Cochinchine (Nam Kỳ), Annam (Trung Kỳ), và Tonkin (Bắc Kỳ), 3 vùng cùng với Lào và Campuchia đã trở thành Liên bang Đông Dương (Union Indochinoise) hay còn được gọi với tên Đông Dương thuộc Pháp (Indochine française). Người Pháp tiếp tục duy trì các hoàng đế bù nhìn từ Đồng Khánh, Thành Thái, cho đến Bảo Đại. Vào năm 1887, hoàn tất quá trình xâm lược Việt Nam, người Pháp đã tổ chức ra một bộ máy cai trị khá hoàn chỉnh từ trung ương cho đến địa phương.
Trong thời gian cai trị Việt Nam, thực dân Pháp đã mua chuộc và sử dụng một số cộng sự người Việt, họ cũng cho xây dựng và thành lập một số đơn vị quân đội bản xứ, nhằm hỗ trợ quân chính quy người Pháp trong việc trấn áp nghĩa quân và các lực lượng nổi dậy ở Việt Nam, tiêu biểu là Quân đoàn bộ binh Bắc Kỳ, lính khố xanh, lính khố đỏ, lính khố vàng... Một số người Việt được toàn quyền Đông Dương tuyển dụng vào quân đội Lê dương Pháp. Tất cả các đội quân này đều do sĩ quan Pháp chỉ huy. Các lực lượng nghĩa quân và nhiều người dân bản xứ gọi các đội quân này là ngụy quân hoặc ngụy binh. Họ cũng gọi các triều đình bù nhìn ở Huế là "ngụy triều", thường kết hợp với niên hiệu của hoàng đế bù nhìn, như đầu thế kỷ 20, các nhà Nho thường gọi triều đình là "ngụy triều Khải Định".

#### Quốc gia Việt Nam
Năm 1945, Hồ Chí Minh tuyên bố Việt Nam độc lập với tên gọi nước Việt Nam Dân chủ Cộng hòa. Tuy nhiên, tại miền Nam Việt Nam, chỉ bốn ngày sau khi Việt Nam tuyên bố độc lập, quân Pháp đã quay lại xâm chiếm miền Nam của Việt Nam Dân chủ Cộng hòa. Chính phủ Pháp muốn khôi phục thuộc địa Đông Dương, quân Pháp tuyên bố sẽ lập chính quyền mới tại miền Nam. Sau đó, quân Pháp nổ súng chiếm quyền kiểm soát thành phố Sài Gòn. Nước Việt Nam vừa giành được độc lập lại đứng nạn ngoại xâm.
Ngày 9 tháng 10, tướng Pháp Leclerc đến Sài Gòn, theo ông là lực lượng gồm 40.000 quân Pháp để chiếm giữ miền Nam Việt Nam và Campuchia. Từ cuối tháng 10, quân Pháp bắt đầu đẩy mạnh kế hoạch phá vây, mở rộng đánh chiếm ra vùng xung quanh Sài Gòn và các tỉnh miền Nam Việt Nam, chiến tranh Đông Dương bùng nổ và kéo dài đến năm 1954 mới kết thúc sau trận Điện Biên Phủ và hiệp định Geneve 1954 về Đông Dương.

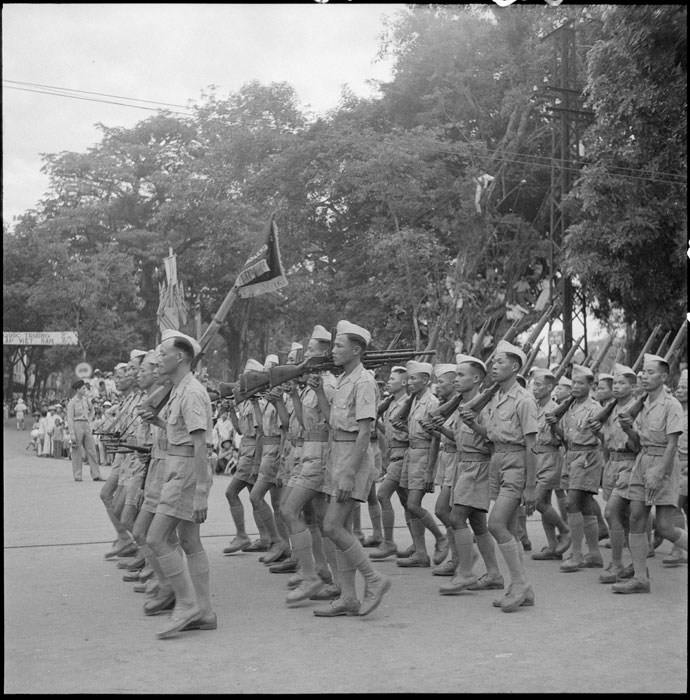
Cuộc diễn hành của một tiểu đoàn Quân đội Quốc gia Việt Nam. Ảnh chụp tại Hồ Gươm ngày 14 tháng 7 năm 1951.

Chiến tranh Việt – Pháp kéo dài từ năm 1945 đến 1954. Năm 1948, theo chiến lược Da vàng hóa chiến tranh, Tổng thống Pháp Vincent Auriol và Cựu hoàng Bảo Đại đã ký Hiệp ước Elysée tuyên bố thành lập chính phủ Quốc gia Việt Nam trong khối Liên hiệp Pháp, đứng đầu là Quốc trưởng Bảo Đại để làm đối trọng với Việt Minh. Dù vậy, người Pháp đã khéo léo khi thực tế trong hiệp ước, nghĩa chính xác của từ "độc lập", quyền hạn cụ thể của chính phủ mới đã không được người Pháp xác định rõ để tránh phải trao quyền chính trị cho Quốc gia Việt Nam.. Theo Việt Nam Dân chủ Cộng hòa, ý đồ của Pháp là muốn áp dụng chính sách Da vàng hóa chiến tranh, "Lấy chiến tranh nuôi chiến tranh, dùng người Việt đánh người Việt" và để thuyết phục Mỹ viện trợ kinh tế và quân sự để Pháp có thể tiếp tục đứng chân tại Đông Dương .
Theo Nghị định Quốc phòng ngày 13 tháng 4 năm 1949, một lực lượng quân đội của Quốc gia Việt Nam được thành lập, lấy tên là Vệ binh Quốc gia sẽ cùng phối hợp với quân Pháp để đánh lại Việt Minh. Ngày 11 tháng 5 năm 1950, Thủ tướng Trần Văn Hữu tuyên bố chính thức thành lập Quân đội Quốc gia Việt Nam với quân số lúc đó là 60.000 người .
Hiệp ước Elysee đã ghi rõ về vai trò chỉ huy của Pháp: "Trong thời chiến, toàn thể quân đội Quốc gia Việt Nam và Liên hiệp Pháp được đặt chung dưới quyền chỉ huy của Ủy ban quân sự mà Tư lệnh sẽ là một sĩ quan Pháp có một Tham mưu trưởng phụ tá." Mặt khác, Pháp không chấp nhận trang bị vũ khí cho những đơn vị Quân đội Quốc gia Việt Nam trừ khi Việt Nam chấp nhận một tỷ lệ nhất định sĩ quan Pháp trong Quân đội Quốc gia Việt Nam trong thời gian sĩ quan Việt Nam đang được đào tạo..
Theo đánh giá của Spencer C.Tucker, quân đội này được huấn luyện kém và không có sĩ quan chỉ huy cấp cao người Việt. Pháp chỉ đơn giản là đưa những người lính bản địa mới tuyển mộ được vào các quân đoàn viễn chinh của Pháp, tại đó, người chỉ huy là các sĩ quan Pháp . Quân đội Quốc gia Việt Nam phụ thuộc hoàn toàn vào hệ thống hậu cần của Pháp. Do thiếu sĩ quan người Việt nên có đến 20% đơn vị bộ binh và 50% đơn vị hỗ trợ và kỹ thuật vẫn còn sử dụng sĩ quan Pháp. Quân đội này thiếu những chỉ huy được huấn luyện tốt, thiếu kỷ luật, tinh thần chiến đấu thấp. Trong các chiến dịch lớn như trận Nà Sản hay trận Điện Biên Phủ, các đơn vị của quân đội này trên danh nghĩa là do sĩ quan người Việt độc lập chỉ huy, nhưng các sĩ quan này lại vẫn nằm dưới sự điều động của Bộ Tư lệnh quân đội Liên hiệp Pháp (ví dụ như trận Điện Biên Phủ, các tiểu đoàn dù Quốc gia Việt Nam phải chịu sự chỉ huy chung của trung tá Pháp Pierre Langlais).
Hai vấn đề quan trọng nhất là tài chính và quân đội của Quốc gia Việt Nam thì vẫn do Pháp nắm giữ. Mục đích như tướng Henri Navarre đã viết: "... cuộc chiến tranh này phải được chỉ đạo và muốn như vậy sự thống nhất hành động chính trị và quân sự phải được thực hiện trong hàng ngũ của chúng ta cũng như bên đối phương đã từng làm... Cuối cùng, tôi yêu cầu là cần phải làm tất cả để các quốc gia liên kết (trong đó có Quốc gia Việt Nam) phải thực sự tham gia chiến tranh... Đồng thời Mỹ phải từ bỏ ý định thay thế ảnh hưởng của họ."
Người Pháp trì hoãn một cách có tính toán việc trao quyền cho Quốc gia Việt Nam. Quân đội Pháp vẫn ở lại Việt Nam, nhân viên hành chính Pháp tiếp tục làm việc ở các cấp chính quyền; Quốc gia Việt Nam chẳng được trao cho một chút quyền hành thực sự nào, như bấy giờ người ta nói, Quốc gia Việt Nam chỉ là một sự nguỵ trang cho nền cai trị của Pháp.
Theo phân tích pháp lý thì Hiệp định Élysée về việc thành lập chính phủ Quốc gia Việt Nam là bất hợp pháp từ cả hai bên ký kết vì những lý do sau:
- Người Pháp không còn tư cách pháp lý quốc tế ở Việt Nam sau khi vua Bảo Đại ra Tuyên cáo tháng 3-1945, theo đó xóa bỏ những hiệp ước mà nhà Nguyễn ký với Pháp. Sau khi Hồ Chí Minh đọc Tuyên ngôn độc lập vào ngày 2/9/1945 khai sinh ra nước Việt Nam Dân chủ Cộng hòa, Việt Nam đã trở thành một quốc gia độc lập, việc Pháp đem quân can dự vào Việt Nam là hành vi xâm lược, trái với luật pháp quốc tế.
- Bảo Đại (người ký Hiệp định Élysée với Pháp) không có tư cách pháp lý đại diện cho đất nước Việt Nam, bởi ông đã thoái vị ngày 25-8-1945 và chỉ còn là một công dân bình thường.
- Chính phủ hợp pháp đại diện cho nước Việt Nam khi đó là Việt Nam Dân chủ Cộng hòa. Mọi văn bản do công dân Việt Nam ký với bất kỳ chính phủ nào mà không được phép của Chính phủ Việt Nam Dân chủ Cộng hòa thì đều là vô giá trị.

Do chính phủ Quốc gia Việt Nam được thành lập một cách bất hợp pháp và bị Pháp thao túng, nên trong thời gian chiến tranh chống Pháp, Hồ Chí Minh và chính phủ Việt Nam Dân chủ Cộng hòa gọi chính phủ Quốc gia Việt Nam là ngụy quyền và Quân đội Quốc gia Việt Nam là ngụy binh, ngụy quân, quân ngụy, hoặc lính ngụy.
Trong Hội nghị lần 2 Ban Chấp hành Trung ương Đảng Lao động Việt Nam khóa II họp từ ngày 27/9 đến ngày 5/10/1951, Hội nghị nhận định tình hình chiến sự và đề ra nhiệm vụ phải phá chính sách "lấy chiến tranh nuôi chiến tranh, dùng người Việt đánh người Việt" của thực dân Pháp và nhấn mạnh công tác "ngụy vận", đặc điểm của công tác này là phải: Coi công tác ngụy vận là một công tác vận động quần chúng, nhằm mục đích lâu dài. Phải biết gắn liền ngụy vận với dân vận trong vùng tạm chiếm. Phải phối hợp ngụy vận với tác chiến, khi có những điều kiện thuận lợi thì mở những cuộc tấn công chính trị để làm tan ra hàng ngũ ngụy binh. Cách thức tuyên truyền và vận động ngụy binh đều phải nhằm những điểm nói trên mà định cho thích hợp. Đi đôi với công tác vận động ngụy binh, phải tăng cường công tác vận động binh sĩ Âu - Phi.
Năm 1951, Quốc hội Việt Nam Dân chủ Cộng hòa ra lời hiệu triệu nhân ngày kỷ niệm toàn quốc kháng chiến, lên án chính sách "dùng người Việt đánh người Việt" của thực dân Pháp: "Không đủ sức chống kháng chiến, đế quốc Mỹ và thực dân Pháp lợi dụng bọn bù nhìn vong bản thi hành chính sách "lấy chiến tranh nuôi chiến tranh, dùng người Việt đánh người Việt", dùng độc lập giả hiệu để mê muội, đốt làng cướp của làm cho dân ta bần cùng trụy lạc để dễ áp bức lừa phỉnh, bắt thanh niên đi lính ngụy để đánh lại đồng bào."
Cùng năm, Hồ Chí Minh liên tục viết ba bức thư gửi binh lính trong Quân đội Quốc gia Việt Nam để thuyết phục họ về với Việt Nam Dân chủ Cộng hòa và Quân đội Nhân dân Việt Nam. Tháng 6 năm đó ông viết bức thư "Vận động ngụy binh" . Tháng 9 ông viết bức thư "Thư gửi các ngụy binh" . Tháng 11 ông viết bức thư "Lời kêu gọi ngụy binh quay về với Tổ quốc" .
Tháng 3 năm 1952, Hồ Chí Minh viết bức thư "Ngụy binh giác ngộ" nêu một số tấm gương lính người Việt trong Quân đội Quốc gia Việt Nam rời bỏ hàng ngũ theo về với Việt Minh. Nội dung tuyên truyền chính sách khoan hồng của Đảng Lao động và Việt Minh:
Đại đa số ngụy binh là những thanh niên bị bắt buộc hoặc bị lừa bịp mà đi lính cho giặc. Nhưng họ vốn cũng có lòng yêu nước và ghét giặc. Ta giải thích rõ cho họ, khoan hồng với họ, thì họ sẽ giác ngộ và quay về với Tổ quốc. Nhiều lần, sự thực đã chứng tỏ như vậy. Cho nên cán bộ, bộ đội và nhân dân ta phải thi đua địch vận, ngụy vận, xem đó là một nhiệm vụ kháng chiến, thì ta sẽ không tốn đạn hao binh, mà được cả người lẫn súng. Và do đó, ta sẽ phá tan mưu mô của địch "dùng người Việt đánh người Việt, lấy chiến tranh nuôi chiến tranh".
Năm 1953, nhân ngày Quốc tế Lao động, Đảng Lao động Việt Nam và chính phủ Việt Nam Dân chủ Cộng hòa kêu gọi binh lính Quân đội Quốc gia Việt Nam đào ngũ, trở về với Việt Nam Dân chủ Cộng hòa. Họ tuyên bố luôn khoan hồng đối với những người "lầm lỗi biết hối cải và lập công". Chính phủ chủ trương chia ruộng đất công cho lính người Việt rời bỏ hàng ngũ ngụy quân để trở về với Việt Nam Dân chủ Cộng hòa.

#### Việt Nam Cộng hòa

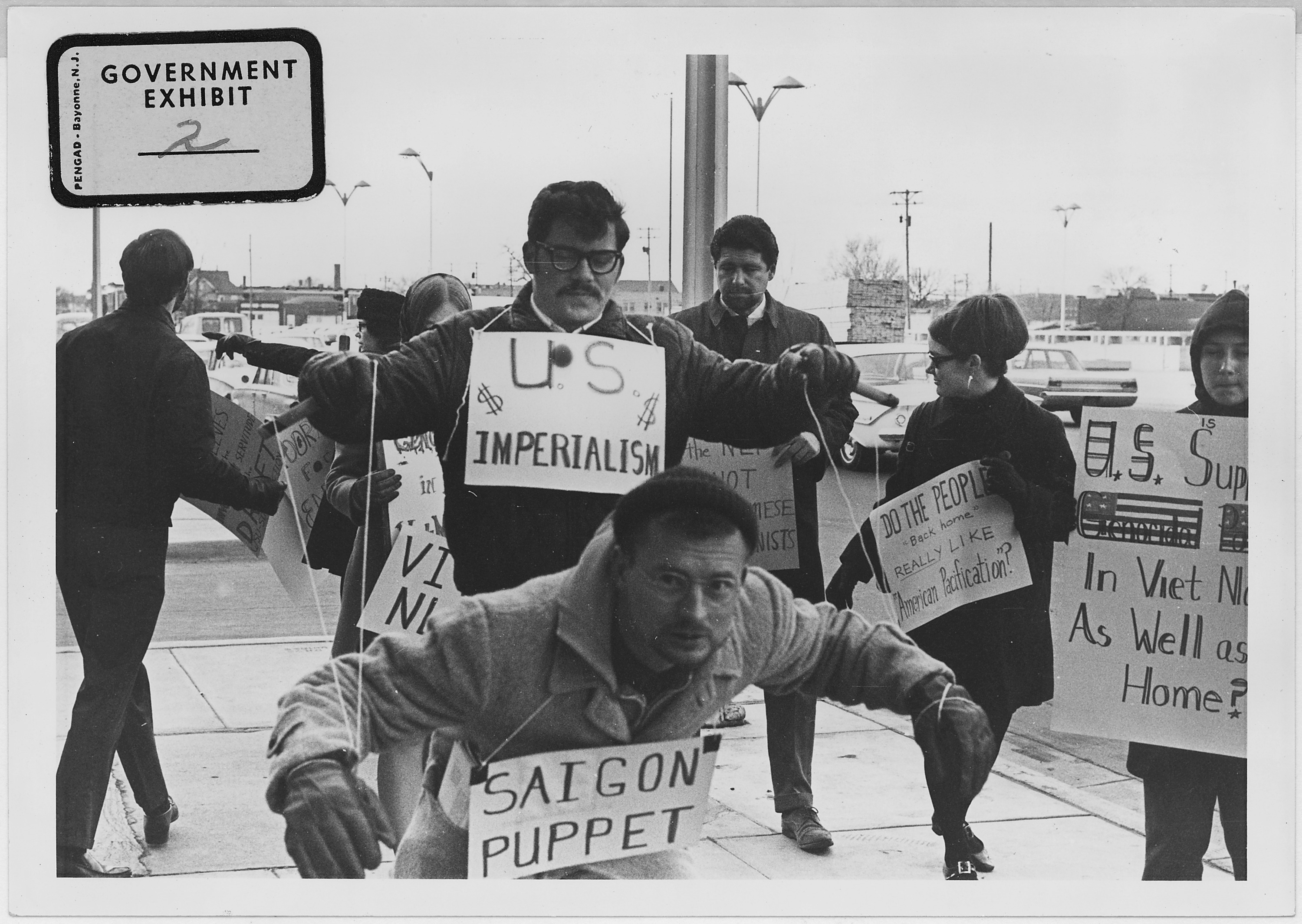
Người biểu tình phản chiến Mỹ với sự châm biếm "Đế quốc Mỹ điều khiển Con rối Sài Gòn (Saigon Puppet)"

Việt Nam Cộng hòa được Hoa Kỳ thành lập trên cơ sở kế thừa từ Quốc gia Việt Nam. Cũng giống như tiền thân là Quốc gia Việt Nam, chế độ Việt Nam Cộng hòa bị Việt Nam Dân chủ Cộng hòa và Mặt trận dân tộc giải phóng miền Nam Việt Nam coi là một chính phủ tồn tại bất hợp pháp, là chính phủ bù nhìn do Mỹ thao túng, và gọi đó là "ngụy quyền Sài Gòn" hay "ngụy quyền"; và quân lực Việt Nam Cộng hòa thì được gọi là "ngụy quân".
Từ ngụy quyền và ngụy quân có nghĩa là chính quyền/quân đội bất hợp pháp. Cụm từ này được sử dụng rộng rãi trên các nghị quyết, văn kiện Đảng, phương tiện truyền thông chính thức của Việt Nam Dân chủ Cộng hòa và Mặt trận Dân tộc Giải phóng miền Nam Việt Nam . Trong thời kỳ chiến tranh, Việt Nam xác định Mỹ là kẻ thù chính, chế độ Việt Nam Cộng hòa chỉ là ngụy quân, ngụy quyền do Mỹ khống chế, nếu Mỹ thất bại thì ngụy quân, ngụy quyền cũng phải sụp đổ. Vì vậy Việt Nam xác định chỉ tiến hành đấu tranh với Mỹ, gọi đây là cuộc chiến tranh "chống Mỹ cứu nước" chứ không phải là "chống ngụy cứu nước".
Cuộc chiến của Mỹ ở Việt Nam là cuộc chiến theo kiểu chủ nghĩa thực dân mới. Theo đó, Mỹ chỉ đứng ngoài chỉ đạo, kiểm soát và thu lợi, còn việc thực thi là trách nhiệm của chính phủ tay sai bản địa, chứ Mỹ không trực tiếp tham chiến như Pháp (thực dân cũ), đó chính là chiến lược "Chiến tranh đặc biệt" mà Mỹ áp dụng trong giai đoạn 1955-1963. Cách này tương tự như đạo diễn điều khiển diễn viên đóng kịch trên sân khấu theo kịch bản cho trước. Đến khi Việt Nam Cộng hòa tỏ ra vô dụng quá mức, không đảm đương nổi vai diễn (Chiến tranh đặc biệt thất bại vào năm 1963), thì "đạo diễn" là Mỹ buộc phải nhảy ra sân khấu làm kép chính luôn, và hàng trăm nghìn quân Mỹ đã tới Việt Nam tham chiến trực tiếp trong giai đoạn 1964-1973.
Tài liệu được giải mật của Lầu Năm Góc đã viết: "Không có sự yểm trợ của Hoa Kỳ, Diệm hầu như chắc chắn không thể đứng vững được ở miền Nam... Việt Nam Cộng hòa, về bản chất, là một sáng tạo của Hoa Kỳ" Thậm chí tổng thống Mỹ Nixon trong lúc tức giận còn từng nói: "Không thể để có cái đuôi chó phản lại cái đầu con chó được."

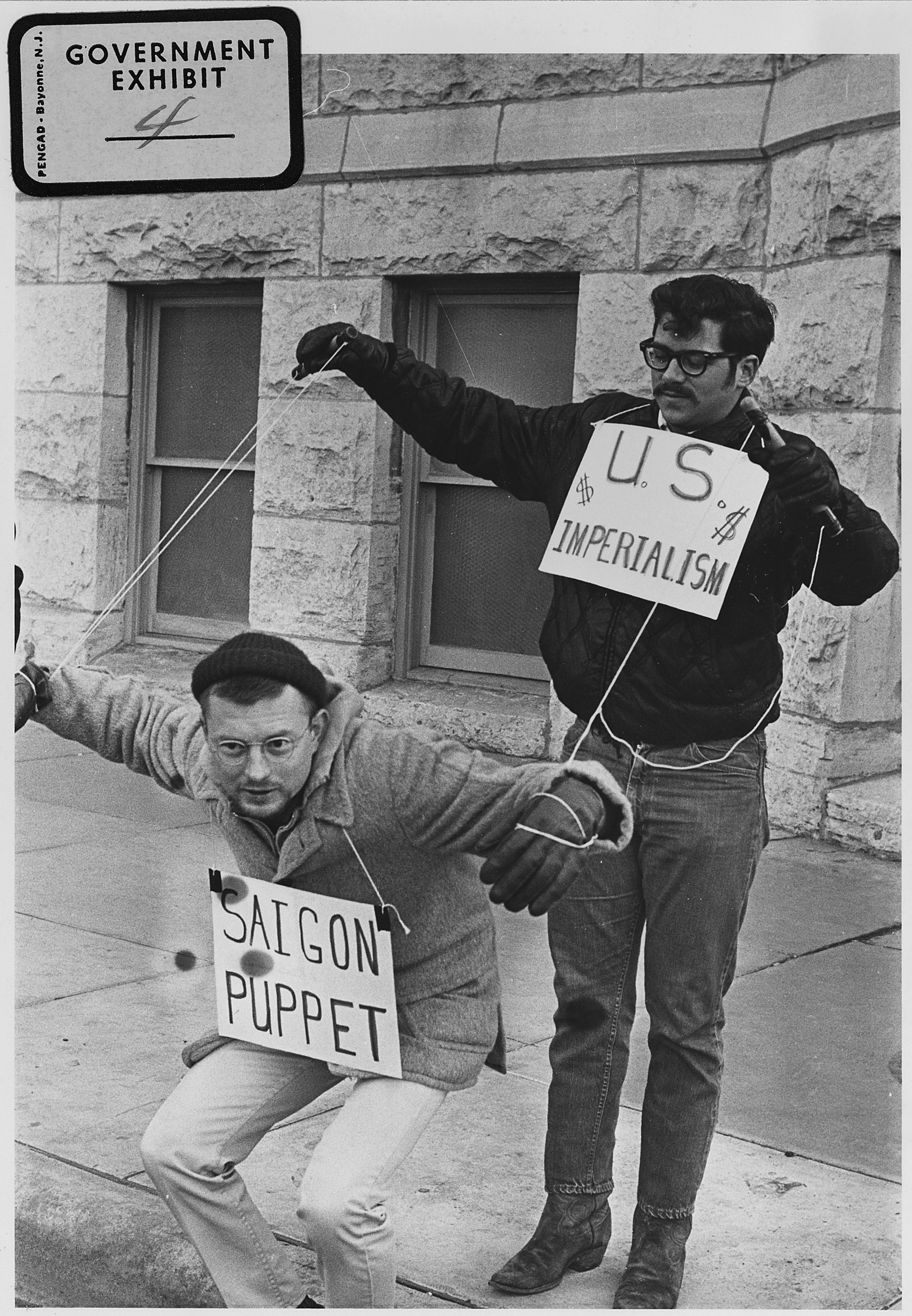
Người phản chiến Mỹ châm biếm "Đế quốc Mỹ" và "Con rối Sài Gòn".

Tại cuộc họp do Hội "American Friends of Vietnam", một tổ chức vận động ủng hộ Ngô Đình Diệm ở Washington D.C. ngày 1/6/1956, John F. Kennedy (một năm sau trở thành Tổng thống Mỹ) tuyên bố: "Nếu chúng ta không phải là cha mẹ của nước Việt Nam bé nhỏ [chỉ Việt Nam Cộng hòa] thì chắc chắn chúng ta cũng là cha mẹ đỡ đầu của nó. Chúng ta chủ tọa lúc nó ra đời, chúng ta viện trợ để nó sống, chúng ta giúp định hình tương lai của nó (...). Đó là con đẻ của chúng ta - chúng ta không thể bỏ rơi nó, chúng ta không thể không biết tới những nhu cầu của nó"
Trong bài viết "30/4/1975, Dương Văn Minh và tôi", Nguyễn Hữu Thái thuật lại lời Tổng thống Việt Nam Cộng hòa Dương Văn Minh đã nói với ký giả Francois Vanuxem khi ông từ chối đề nghị giúp đỡ của Trung Quốc:
| “ | "Hết Tây (Pháp) rồi đến Mỹ, chẳng lẽ bây giờ còn đi làm tay sai cho Tàu nữa sao!". | ” |

Năm 2005, khi và trả lời phỏng vấn của báo Thanh Niên, nguyên Thủ tướng Việt Nam Cộng hòa Nguyễn Cao Kỳ nhận định rằng:
| “ | "Mỹ luôn luôn đứng ra trước sân khấu, làm "kép nhất". Vì vậy ai cũng cho rằng đây là cuộc chiến tranh của người Mỹ và chúng tôi chỉ là những kẻ đánh thuê..." | ” |

Trong thập niên 1960, Hồ Chí Minh có nhiều bài báo, bài diễn văn gọi chế độ Việt Nam Cộng hòa là "ngụy quyền" để nhấn mạnh tính chất bất hợp pháp, làm tay sai cho giặc ngoại xâm của chế độ này. Viết trên bài chính luận "Sách Trắng của Mỹ" nhằm phản đối việc Mỹ đổ quân viễn chinh vào Việt Nam năm 1964, Chủ tịch Hồ Chí Minh viết: 
| “ | "Ở Hội nghị Giơnevơ, Chính phủ Mỹ đã tuyên bố rằng: Mỹ sẽ không đe dọa hoặc dùng vũ lực cản trở Hiệp định ấy. Nhưng chữ ký chưa ráo mực thì Mỹ đã dùng mọi cách phá hoại Hiệp định Giơnevơ. Mỹ nặn ra chính phủ bù nhìn phát xít Ngô Đình Diệm, huấn luyện cho ngụy quyền một quân đội lính đánh thuê khát máu. Suốt mười nǎm trời, gần 20 vạn đồng bào miền Nam yêu nước đã bị Mỹ - Diệm khủng bố, tù đày, chặt cổ mổ bụng. 70 vạn người đã bị tra tấn giam cầm trở nên tàn phế. Hàng triệu người bị nhốt vào các trại tập trung mà chúng gọi là "ấp chiến lược". Không gia đình nào không có người bị hy sinh. Không làng xóm nào không bị càn quét. Đế quốc Mỹ và bọn tay sai đã phạm hết mọi tội ác dã man, chúng đã biến miền Nam thành một địa ngục... | ” |

Trong "Lời Kêu gọi Toàn quốc Kháng chiến chống Mỹ cứu nước" năm 1966, Chủ tịch Hồ Chí Minh viết:
| “ | Chúng (Đế quốc Mỹ) ồ ạt mang gần 30 vạn quân viễn chinh vào miền Nam nước ta. Chúng nuôi dưỡng ngụy quyền, ngụy quân làm công cụ hại dân phản nước. Chúng dùng những phương tiện chiến tranh cực kỳ man rợ, như chất độc hoá học, bom napan, v.v.. Chúng dùng chính sách đốt sạch, giết sạch, phá sạch. Bằng những tội ác ấy, chúng hòng khuất phục đồng bào miền Nam ta... | ” |

Bài thơ Chúc Tết năm 1969 là bài thơ chúc Tết cuối cùng của Hồ Chí Minh gửi tới toàn dân Việt Nam, trong đó có 2 câu:
| “ | "Vì độc lập, vì tự do Đánh cho Mỹ cút, đánh cho ngụy nhào" | ” |

Trong bài báo "Lại chuyện chó Mỹ" trên báo Nhân dân số ngày 20/1/1966, tác giả mỉa mai rằng một con chó nghiệp vụ của quân đội Mỹ còn được đãi ngộ tốt hơn so với một lính ngụy:
Chó sǎn là đồng minh trung thành của đế quốc Mỹ. Đây là chuyện chó sǎn có bốn chân, chứ không phải loài chó sǎn mặt người bụng thú, rước voi giày mả tổ, cõng rắn cắn gà nhà, như bọn Thiệu – Kỳ.
Từ ngày Mỹ phái Hakin lập bộ tư lệnh ở Sài Gòn, thì chó Mỹ cũng được phái đến miền Nam nước ta. Chúng được ở nhà lầu, có lính ngụy hầu hạ. Mỗi con chó Mỹ được ǎn lương gấp nhiều lần lương của một ngụy binh. Một chuyện thú vị là tháng 9-1964, giặc Mỹ đưa 200 chó sǎn đến Tây Nguyên bắt đồng bào Thượng nuôi. Non một tháng sau, đàn chó biến mất hết, chỉ còn lại mấy đống xương...
Năm 1960, Mặt Trận Dân tộc Giải phóng miền Nam Việt Nam được thành lập trên danh nghĩa "Đoàn kết toàn dân đánh bại chiến tranh xâm lược của đế quốc Mỹ, đánh đổ ngụy quyền tay sai của chúng, giải phóng miền Nam, tiến tới thống nhất Tổ quốc". Chính sách học tập cải tạo sau năm 1975 tại Việt Nam cũng được thực hiện với nghị quyết: "Việc tổ chức cho ngụy quân, ngụy quyền và các đối tượng phản động ra trình diện học tập cải tạo thể hiện chính sách nhân đạo của Đảng và Nhà nước, có tác dụng phân hóa hàng ngũ bọn phản động, cô lập bọn đầu sỏ ngoan cố, đập tan luận điệu tuyên truyền chiến tranh tâm lý của địch, tranh thủ được sự đồng tình và ủng hộ của nhân dân."
Năm 2005, khi về Việt Nam và trả lời phỏng vấn của báo Thanh Niên, Tướng Nguyễn Cao Kỳ của chế độ Việt Nam Cộng hòa đã nhận định rằng: "Mỹ luôn luôn đứng ra trước sân khấu, làm "kép nhất". Vì vậy ai cũng cho rằng đây là cuộc chiến tranh của người Mỹ và chúng tôi là những kẻ đánh thuê.". Trong bài viết "30/4/1975, Dương Văn Minh và tôi", Nguyễn Hữu Thái thuật lại lời Tổng thống Việt Nam Cộng hòa Dương Văn Minh đã nói với ký giả Francois Vanuxem: "Hết Tây (Pháp) rồi đến Mỹ, chẳng lẽ bây giờ còn đi làm tay sai cho Tàu nữa sao!".
Theo Arthur J. Dommen, từ "ngụy quyền" không xuất hiện ngay từ đầu cuộc chiến, nó chỉ xuất hiện từ sau sự kiện đảo chính ở Việt Nam Cộng hòa năm 1963 để thay thế cho cụm từ "chế độ Mỹ–Diệm". Sau khi Chiến tranh Việt Nam kết thúc năm 1975, các từ "ngụy quân", "ngụy quyền" vẫn tiếp tục được sử dụng một cách rộng rãi trong truyền thông Việt Nam để chỉ chế độ Việt Nam Cộng hòa, Quân đội Việt Nam Cộng hòa và chính quyền Việt Nam Cộng hòa, Quân lực Việt Nam Cộng hòa.
Sau khi chính sách Đổi mới được thi hành năm 1986, ngôn ngữ dùng để miêu tả chế độ Việt Nam Cộng hòa cũng được mềm dẻo hóa. Cụm từ "ngụy quyền Sài Gòn" trong một số tài liệu được thay thế bằng cụm từ "chế độ Sài Gòn". Các từ khác như "ngụy quân", "ngụy quyền", "có nợ máu với nhân dân", "tên bù nhìn Nguyễn Văn Thiệu" cũng giản lược đi.
Trong một số tài liệu, sách sử của phương Tây hiện nay, chế độ Việt Nam Cộng hòa cũng được sử gia nước ngoài gọi là "chính phủ bù nhìn", một từ có ý nghĩa tương tự như từ "Ngụy".